# Orbagna
Orbagna – miejscowość i dawna gmina we Francji, w regionie Burgundia-Franche-Comté, w departamencie Jura. W 2013 roku populacja ówczesnej gminy wynosiła 218 mieszkańców. 
W dniu 1 stycznia 2019 roku z połączenia dwóch ówczesnych gmin – Beaufort oraz Orbagna – powstała nowa gmina Beaufort-Orbagna. Siedzibą gminy została miejscowość Beaufort. 